# IAS 16
МСФО (IAS) 16 «Основные средства» — международный стандарт финансовой отчетности, который применяется для учета основных средств,
и действует с 01.01.1983 года, с изменениями от 01.01.2005 года,
введен в действие для применения на территории Российской Федерации приказом Минфина России от 25.11.2011 № 160н.

## Определения
Основные средства — материальные объекты, которые:
- предназначены для использования в производстве или поставке товаров и услуг, для сдачи в аренду третьим лицам, или для административных целей,
- предполагаются к использованию в течение более чем одного периода.

Себестоимость объекта основных средств признается активом, если:
- существует достаточная вероятность получения экономических выгод, и
- себестоимость актива может быть надежно оценена.

Запасные части и обслуживающие детали признаются:
- запасами и списываются в отчете о прибылях и убытках по мере потребления,
- основными средствами, когда используются более одного периода,
- основными средствами, когда используются только в связи эксплуатации другого основного средства.

Основные средства оцениваются по первоначальной стоимости, то есть по сумме уплаченных денежных средств или их эквивалентов и по справедливой стоимости иного встречного представления, переданного для приобретения актива на момент его приобретения или сооружения.
Справедливая стоимость — сумма, на которую можно обменять актив при совершении сделки между хорошо осведомленными, желающими совершить такую сделку и независимыми друг от друга сторонами.
Первоначальная стоимость объекта основных средств включает:
- покупную цену, включая пошлины и невозмещаемые налоги за вычетом торговых скидок и возвратов,
- затраты, напрямую относимые на доставку актива и приведение в состояние, обеспечивающее его функционирование в соответствии с намерениями руководства компании,
- первоначальную оценку затрат на демонтаж и удаление объекта основных средств и восстановление природных ресурсов на занимаемом им участке, обязанность в отношении чего компания берет на себя либо при приобретении данного объекта, либо вследствие его эксплуатации на протяжении определенного периода времени,
- затраты на выплату вознаграждений работникам и профессиональных услуг, возникшие в связи с сооружением или приобретением объекта основных средств,
- затраты на подготовку площадки,
- первичные затраты на доставку и разгрузку, установку и сборку,
- затраты на тестирование надлежащей работы актива,
- затраты по займам в соответствии с МСФО (IAS) 23 «Затраты по займам».

Затраты, не относимые на объекты основных средств:
- затраты на открытие нового производственного или технического сооружения,
- затраты на внедрение нового продукта ил услуги (включая затраты на рекламу и продвижение продукции),
- затраты на ведение хозяйственной деятельности на новом месте или с новой категорией клиентов (включая затраты на подготовку и обучение персонала),
- административные и другие общие накладные расходы,
- ремонт и текущее обслуживание,
- сверхнормативные потери сырья, труда и других ресурсов, понесенные при создании актива своими силами,
- внутренняя прибыль актива, созданного своими силами,
- разница между ценой и общей суммой платежа при отсрочке платежа — процент кредитования.

Первоначальная стоимость основного средства, полученного обменом на немонетарный (неденежным) актив (активы), оценивается по справедливой стоимости, кроме случаев, когда:
- операция обмена не имеет коммерческого содержания,
- справедливая стоимость ни полученного, ни переданного актива не поддается надежной оценке.

## Оценка основных средств
В учетной политики выбирается модель последующего учета основного средства и применяется ко всему классу основных средств:
- по первоначальной стоимости за вычетом накопленной амортизации и накопленных убытков от обесценения,
- по переоцененной стоимости равной справедливой стоимости на дату переоценке за вычетом любой накопленной амортизации и убытков от обесценения.

Переоценка производится в случаях:
- изменений в справедливой стоимости основных средств
- существенного отличия справедливой стоимости актива от его балансовой стоимости
- переоценки отдельного объекта (влечет переоценку всего класса основного средства).

Классы основных средств:
- земельные участки,
- земельные участки и здания,
- машины и оборудование,
- водные суда,
- воздушные суда,
- автотранспортные средства,
- мебель и встраиваемые элементы инженерного оборудования,
- офисное оборудование.

При повышении балансовой стоимости актива в результате дооценки увеличение отражается в капитале («Резерв переоценки»). Увеличение признается в финансовом результате периода в той степени, в которой оно реверсирует убыток от переоценки по тому же активу, ранее признанный в отчете о совокупном доходе.
При уменьшении балансовой стоимости актива в результате уценки уменьшение признается в финансовом результате периода. Убыток от переоценки дебетуется на «Резерв переоценки» в составе капитала при наличии любого кредитового сальдо в приросте от переоценки в отношении того же самого актива.
Резерв переоценки закрывается на счет нераспределенной прибыли (НРП) в течение срока полезного использования актива. Сумма, перенесенная с резерва переоценки на счет НРП за отчетный период, представляет собой разность между суммой амортизации, рассчитанной на основе переоцененной балансовой стоимости актива, и суммой амортизации, рассчитанной на основе его первоначальной стоимости.
При прекращении признания актива резерв переоценки переносится на нераспределенную прибыль.
Перенос осуществляется на статью НРП, минуя финансовый результаты периода.
После переоценки объекта основных средств любая накопленная на дату переоценки амортизация учитывается:
- методом индексации: переоценивается пропорционально изменению валовой балансовой стоимости актива так, что после переоценки балансовой стоимость актива равняется его переоценкой стоимости
- методом списания: элиминируется против валовой балансовой стоимости, а чистая величина пересчитывается до переоцененной величины актива.

## Амортизация
Амортизация — систематическое распределение амортизируемой стоимости актива на протяжении срока его полезной службы.
Амортизируемая стоимость — первоначальная стоимость актива или другая сумма, отраженная вместо первоначальной стоимости, за вычетом ликвидационной стоимости.
Ликвидационная стоимость актива — расчетная сумма, которую организация получила бы на текущий момент от реализации актива за вычетом предполагаемых затрат на выбытие, если бы данный актив уже достиг того возраста и состояния, в котором, как можно ожидать, он будет находиться в конце срока полезной службы.
Срок службы — период времени, на протяжении которого организация предполагает использовать актив, или количество единиц производства или аналогичных единиц, которое компания ожидает получить от использования актива.
Земельные участки имеют неограниченный срок полезной службы и не подлежат амортизации. 
Если стоимость участка земли включает затраты на демонтаж, удаление объекта и восстановление природных ресурсов на этом участке, то эта часть земли амортизируется на протяжении периода получения выгод от понесения таких затрат:.
Методы начисления амортизации:
- равномерного начисления — начисление постоянной суммы амортизации на протяжении срока полезной службы актива, без изменения ликвидационной службы
- уменьшаемого остатка — уменьшение суммы начисления амортизации на протяжении срока полезной службы
- производственный — начисление суммы амортизации, исходя из предполагаемого использования или предполагаемой деятельности

Амортизация актива начинается, когда актив доступен для использования, то есть местоположение и состояние актива обеспечивает его использование в соответствии с намерением компании. Амортизация актива прекращается с прекращением его признания. 
Амортизация не прекращается если объект основных средств простаивает или выведен из эксплуатации в связи с его последующей продажей. 
При применении производственного метода амортизации актива — амортизационные начисления равны нулю, пока актив ничего не производит.
Амортизационные начисления за каждый период признаются в прибыли и убытке периода, если только они не включаются в балансовую стоимость другого актива.
Каждый компонент объекта основных средств, первоначальная стоимость которого значительная в сравнении с совокупной стоимостью объекта, амортизируется отдельно.
Для определения уменьшения стоимости объекта основных средств применяется IAS 36 «Обесценение активов», который регламентирует порядок учета убытков от обесценения.
Признание балансовой стоимости объекта основных средств подлежит прекращению:
- по выбытии,
- когда от его эксплуатации или выбытия не ожидается каких-либо будущих экономических выгод.

Прибыль или убыток, возникающие в связи с прекращением признания объекта основных средств, определяется как разность между чистыми поступлениями от выбытия и балансовой стоимостью данного объекта.

## Раскрытие информации
В финансовой отчетности раскрывается следующая ситуация информация:
- способы оценки балансовой стоимости до вычета износа,
- используемые методы начисления амортизации,
- сроки полезной службы и нормы амортизации,
- балансовая стоимость до вычета амортизации и накопленная амортизация (в совокупности с накопленным убытком от обесценения) на начало и на конец периода,
- выверка балансовой стоимости по состоянию на начало и на конец периода,
- наличие и степень ограничений прав собственности и стоимость основных средств, переданных в залог в обеспечение обязательств,
- сумма затрат, признанных в балансовой стоимости, объект основных средств в ходе его сооружения,
- сумма договорных обязанностей по приобретению основных средств,
- величина компенсации, предоставленной третьими сторонами в связи с обесценением, утратой или передачей объектов основных средств,
- дата, по состоянию на которые проводилась переоценка,
- участие независимого оценщика,
- методы и значительные допущения, применявшиеся при помощи этого расчете значений справедливой стоимости объектов,
- применительно к каждому переоцененному классу основных средств, балансовая стоимость, которая подлежала бы признанию, если бы активы отражались в учете по первоначальной стоимости,
- прирост от переоценки, указывающий на изменения за период и любые ограничения на распределение остатка между собой на данный момент акционерам. В случае необходимости